# Jeremy Wotherspoon

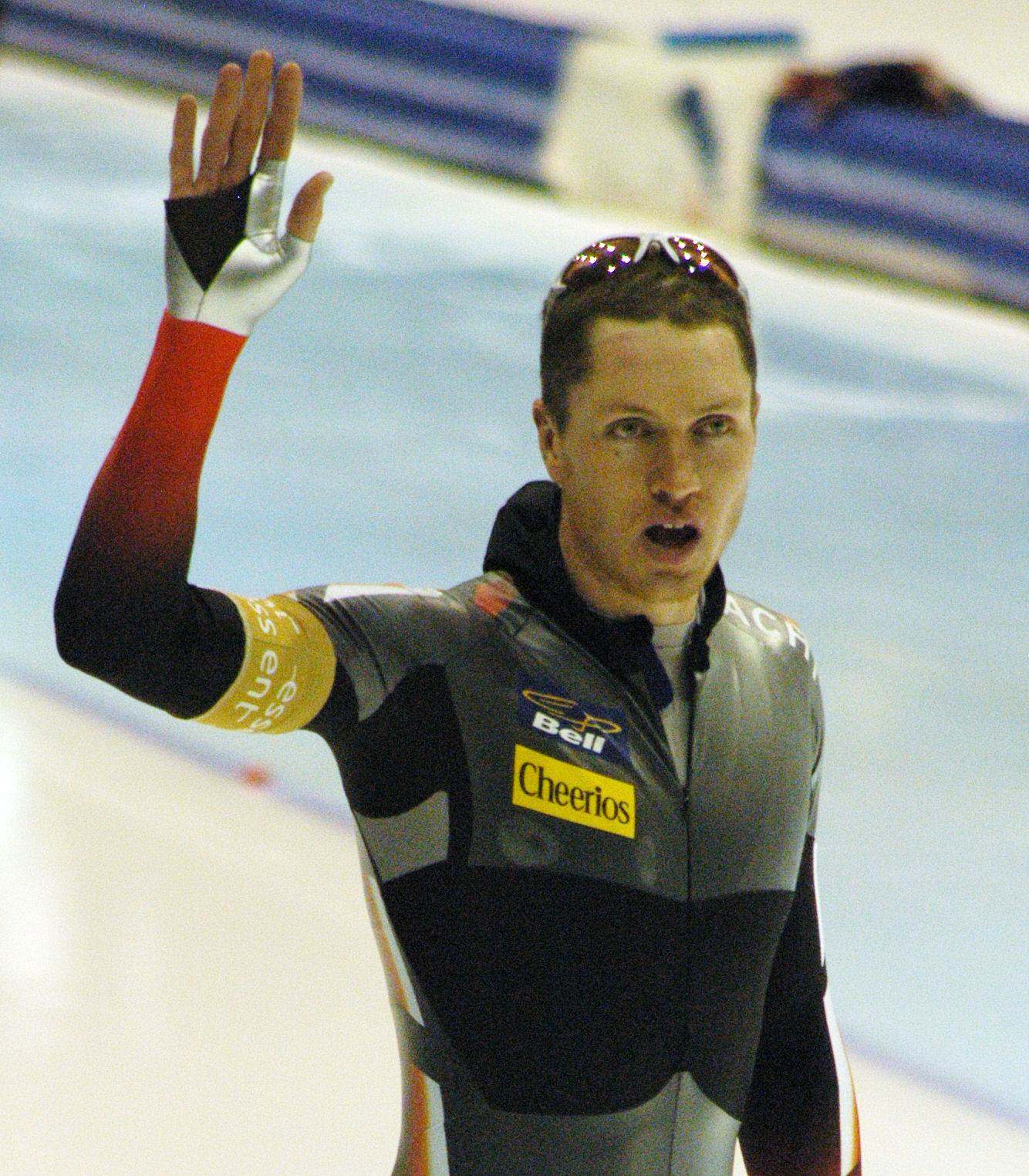
Jeremy Wotherspoon beim Eisschnelllauf-Weltcup 2007/08 in Heerenveen

Jeremy Lee Wotherspoon (* 26. Oktober 1976 in Humboldt, Saskatchewan) ist ein kanadischer Eisschnellläufer.
In seiner Laufbahn wurde er viermal Sprint-Weltmeister (1999, 2000, 2001 und 2003) und gewann 12-mal den Weltcup (über 500 Meter 1998, 1999, 2000, 2002, 2003, 2004 und 2005 sowie über 1000 Meter 1998, 1999, 2000, 2001 und 2002).
Bei Olympischen Spielen konnte er dagegen lediglich 1998 in Nagano eine Silbermedaille gewinnen. Bei den Olympischen Winterspielen 2002 in Salt Lake City galt er als großer Goldfavorit über die 500 Meter. Durch einen Sturz beraubte er sich jedoch aller Medaillenchancen. In Turin 2006 belegte er über 500 Meter Platz 9 und über 1000 Meter Platz 11.
Zu Beginn der Saison 2007/08 lief der Kanadier auf der früheren Olympiabahn von Salt Lake City einen neuen 500-Meter-Weltrekord. Er verbesserte die alte Bestleistung von Lee Kang-seok um 22 Hundertstel Sekunden auf 34,03 Sekunden.
Jeremy Wotherspoon wollte 2008 in Berlin seinen 50. Weltcupsieg über die 500 Meter einfahren. Der Traum endete im Krankenhaus. In einer Kurve rutschte der Kanadier unglücklich in die Bande und brach sich den linken Oberarm.